# Drogaria Araujo
A Drogaria Araujo, fundada em 1906, destaca-se como a sexta maior rede de drogarias do Brasil . É considerada a maior empresa do setor no estado de Minas Gerais, onde concentra mais de 350 lojas em 50 municípios, controlando 30% do marketshare regional . Este forte posicionamento é reforçado por um faturamento anual de R$ 3 bilhões , consolidando assim a influência no mercado farmacêutico.
A Drogaria Araujo atende 70 milhões de clientes por ano. Pelo Drogatel Araujo, App Araujo e araujo.com, são feitas mais de 100 mil entregas mensais. Cada loja física equivale à representatividade de 11 da concorrência, segundo informações da revista Viver Brasil.

## História
Fundada em 1906, a Drogaria Araujo originou-se como Pharmacia Mineira, fundada por Aberlado de Faria Alvim e José Lage Martins da Costa. A Pharmacia Mineira localizava-se na Praça Rio Branco, em Belo Horizonte, local onde até os dias atuais funciona a sede da empresa. Modesto Carvalho de Araujo, na época com 17 anos, trabalhava como balconista no local.
Modesto comprou a farmácia de seus empregadores em 1913, alterando o nome para Drogaria Araujo. Atualmente, a empresa familiar está em sua terceira e quarta gerações. Segundo dados do Sinapro-MG, a drogaria foi a primeira da cidade a implementar o plantão noturno, a primeira do Brasil a implementar os serviços de drive-thru e telemarketing e também pioneira na aplicação do conceito de drugstore.

## Linha do tempo
1913 – Modesto de Carvalho Araujo compra a Pharmacia Mineira e modifica o seu nome para o Drogaria Araujo .
1927 – O atendimento passa a funcionar 24 horas e são disponibilizadas consultas médicas gratuitas aos clientes .
1963 – Nasce o primeiro delivery e telemarketing de farmácia do Brasil. A frota original do serviço de entrega a domicílio era composta por fuscas amarelos, que foram posteriormente substituídos por mais de 100 motos .
1968 – O Drogatel foi considerado uma contribuição da Araujo à população de Belo Horizonte
1977 – É inaugurada a primeira loja agroveterinária, localizada na avenida Olegário Maciel, em Belo Horizonte.
1984 – O atual presidente da Drogaria Araujo, Modesto Araujo Neto, assume a liderança da empresa ao lado do irmão .
1990 – A Drogaria Araujo traz o conceito de drugstore para o Brasil. Na época, a empresa treinou 59 funcionários na Universidade da Flórida para entender melhor o trabalho e aplicá-lo no país .
1997 – São realizadas duas grandes campanhas de saúde: a “Semana do Diabetes na Araujo” e a “Semana do Colesterol e da Pressão Arterial”, durante as quais mais de sete mil pessoas fizeram exames gratuitos.
1998 – A Araujo abre a primeira drogaria do Brasil com serviço de atendimento drive-thru, a Filial McDonald’s, na Avenida Cristiano Machado, em Belo Horizonte. No ano seguinte foi criada a Filial Raja Drive, também com atendimento drive-thru, onde o cliente não precisa descer do carro para realizar suas compras.
2002 – Começou a campanha “De real em real, você ajuda a construir um hospital”, com o objetivo de construir o primeiro Hospital Infantil de Câncer em Minas Gerais. Foi arrecadada e repassada a quantia de R$ 1,1 milhão.
2004 – Modesto Araujo Neto assume a presidência da Drogaria Araujo. É iniciada a campanha “Doe Seu Troco”, de arrecadação de doações para o Hospital da Baleia.
2006 – A Drogaria Araujo completa 100 anos e, em comemoração, inaugura a Filial Centenário, localizada na Savassi, em Belo Horizonte.
2016 -  É inaugurado o Centro de Distribuição Marco Antônio Velloso de Araujo. Com investimento de R$ 126 milhões, o espaço é semi-automatizado. É eleita a Empresa do Ano de Minas Gerais, pela revista Mercado Comum.
2017 - Inauguração da primeira loja no interior (Pará de Minas).
2018 - Primeira loja em Juiz de fora, loja mais distante da capital mineira até o momento.
2019 - Maior campanha de venda de medicamento genéricos entre outros produtos no Dia Livre de Impostos.

## Drugstore

A Drogaria Araujo foi pioneira no modelo Drugstore no Brasil

O conceito de Drugstore foi introduzido no Brasil pela Drogaria Araujo na década de 90, para atender à demanda de uma população cada vez mais sem tempo de visitar diversos estabelecimentos para adquirir produtos de primeira necessidade. O novo modelo ampliou a variedade de produtos oferecidos nas lojas.
Por definição, "drugstore" (em português: loja de conveniência) é um estabelecimento que comercializa diversas mercadorias, enfatizando produtos de primeira necessidade (alimentos, produtos de higiene e limpeza e objetos domésticos), e pode funcionar à noite ou de dia, incluindo domingos e feriados.

## Serviços
De medicamentos a alimentos, a Drogaria Araujo oferece 20 mil produtos. São itens como um mix completo de higiene pessoal, mamãe e bebê, beleza, dermocosméticos, pet shop, fitness, terceira idade, ortopédico e diet. Os clientes também podem realizar testes rápidos, oferecidos na hora, como medição de pressão, glicemia e hemoglobina glicada, colesterol, glicemia com colesterol, teste da dengue, teste do pezinho, coagulação e perfil lipídico.
A Drogaria Araujo também oferece venda e aplicação de vacinas, medicamentos manipulados, convênio com a Farmácia Popular, impressões de fotos digitais, banco 24 horas, pagamentos de contas, recarga de celulares, drive-thru, Espaço Mais Sabor, wi-fi e estacionamento gratuito.

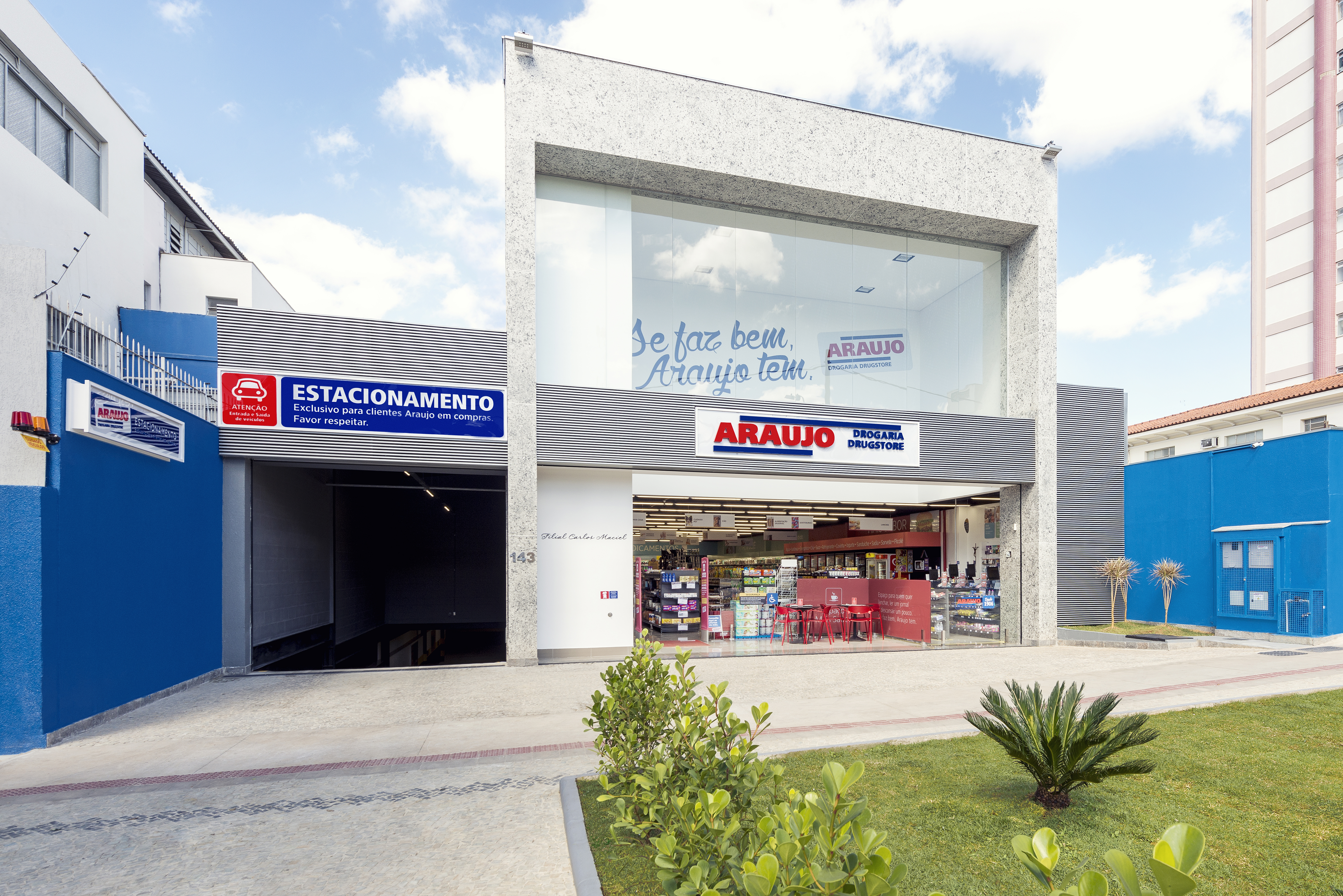
Frente de loja na capital mineira

Algumas lojas da Araujo são focadas em segmentos especializados, com ambiente especial para produtos direcionados a pessoas com diabetes, intitulado Viver Diet. Há também uma loja com itens de uso agroveterinário. Desde sua criação, a Drogaria Araujo oferece serviços variados para seus clientes. Em 1963, lançou o primeiro telemarketing do Brasil e inaugurou o seu serviço de entregas em domicílio, o Drogatel. A frota original era composta por dois fuscas amarelos, que foram posteriormente substituídos por mais de 100 motos. A drogaria foi também a primeira a oferecer Drive Thru, e, a partir de 1933, algumas lojas começaram a funcionar 24 horas. Hoje, são 38 lojas com esse serviço.
Algumas lojas da Araujo são focadas em segmentos especializados. Seis fliliais da rede possuem um ambiente especial para produtos direcionados a pessoas com diabetes, intitulado Viver Diet..

## Responsabilidade Social
A Drogaria Araujo busca cada vez mais o envolvimento com a sociedade, com a realização de palestras e eventos voltados para a saúde e que contribuam para o bem-estar da população. Por meio da Campanha Doe Seu Troco, realizada desde 2005, a empresa faz um trabalho de incentivo para que seus clientes doem o troco das compras ao Hospital da Baleia. Em 14 anos, a Araujo arrecadou  R$ 16.000.000 para o hospital. As doações são convertidas em ações de melhoria nas instalações hospitalares.
Processo de arrecadação da campanha: http://www.hospitaldabaleia.org.br/pt/conteudo.php?c=4&t=1&i=125.

## Premiações

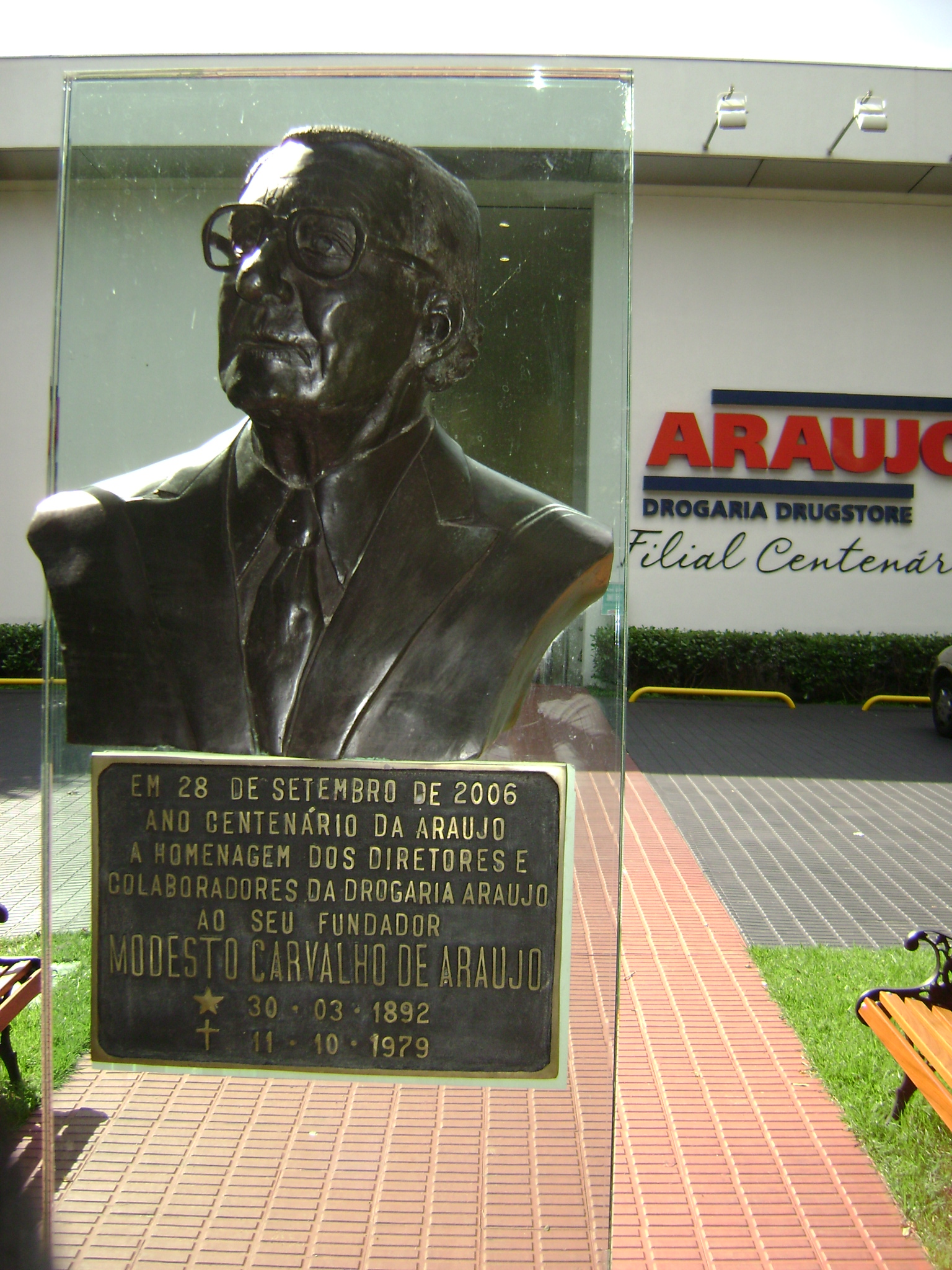
Homenagem a Modesto de Araujo no ano de centenário da empresa.

A Drogaria Araujo recebeu 19 premiações do Top of Mind – Minas Gerais, concedido pela Revista Mercado Comum, sendo oito vezes consecutivas .
Em 2007, recebeu o Prêmio José Costa de "empresa destaque", concedido pelo jornal Diário do Comércio e pela Fundação Dom Cabral, com apoio da Federação do Comércio de Minas Gerais.
No final de 2012, o presidente da empresa, Modesto Araujo Neto, recebeu da Secretaria de Estado de Saúde, a honraria como Personalidade Estadual por ter se destacado, nesse ano, nos serviços prestados à Saúde Pública de Minas Gerais (apoio à campanha de combate à dengue e na contribuição ao Hospital da Baleia).
A Drogaria é a quinta no ranking de faturamento da Associação Brasileira de Redes de Farmácia e Drogarias (Abrafarma)
Em 2016, a Drogaria Araujo foi eleita a Empresa do Ano de Minas Gerais, pela revista Mercado Comum. Neste mesmo ano, a empresa recebeu a Medalha 16 de Julho da Câmera de Dirigentes Lojistas, na categoria Inovação, e o título de Destaque Empresarial, concedido pelo Instituto Brasileiro de Executivos de Finanças.
No ano de 2018 o presidente Modesto Araujo Neto recebeu o Prêmio Liberdade Empresarial e a medalha da Ordem do Mérito Juscelino Kubitschek, concedida pela ACMinas - Associação Comercial e Empresarial de Minas Gerais. Ele foi reconhecido pelo seu marco de inovação e empreendedorismo e por contribuir com o desenvolvimento político, econômico e social de Minas Gerais.
Ainda em 2018 a Drogaria Araujo recebeu os prêmios de  Melhores da Propaganda Mineira 2018 e o Prêmio Minas Desempenho Empresarial, na categoria Maiores e Melhores Empresas de Minas Gerais/Comércio Varejista